# Juan Francisco de Castañiza y González
Juan Francisco de Castañiza y González (4 de octubre de 1759-29 de octubre de 1825) fue Obispo de la Diócesis de Durango, III Marqués de Castañiza, diputado del Primer Congreso Constituyente de México y diputado y presidente de la Junta Nacional Instituyente.

## Datos biográficos
Nació el 4 de octubre de 1759 en la Ciudad de México. Fue el quinto hijo del matrimonio de Juan Castañiza y Larrea, natural de Vizcaya, y Dolores Mariana González de Agüero, natural de Querétaro. Estudió en el Colegio de San Pedro, San Pablo y en el Colegio de San Ildefonso. Ingresó a la Real y Pontificia Universidad de México y recibió el grado de bachiller en filosofía en 1777, y el de teología en 1780, cuando ya era sacerdote. Luego, en 1783 obtuvo el grado de licenciado y el siguiente año el de doctor. Fue presidente de las academias de filosofía y teología cuando era pasante, y siendo ya presbítero fue capellán del Colegio de Indias Caciques de Nuestra Señora de Loreto. En 1807 fue nombrado rector del Colegio de San Ildefonso y luego lo fue de la Real y Pontificia Universidad de México. Desempeñó también las comisiones de examinador sinodal del Arzobispado, comisario de corte y calificador del santo oficio e inquisidor ya en tiempos de Fernando VII.

## Marqués de Castañiza
Su padre había recibido el título de Marqués de Castañiza en marzo de 1772, y a la muerte de este y de sus cuatro hermanos mayores, quienes no tuvieron sucesión, sobre todo de su hermano varón, Ignacio Mariano, el título recayó en él, siendo así el tercer marqués.

## Obispo de Durango
El 18 de diciembre de 1815, fue nombrado Obispo de la Diócesis de Durango, y su ordenación episcopal se realizó en la Ciudad de México el 4 de agosto de 1816 por el arzobispo de México, Pedro José Fonte. Empezó a desempeñar su encargo en la ciudad de Durango desde el 16 de diciembre de 1816. Escribió una carta pastoral a sus diocesanos a su ingreso, sobre la fidelidad en el tiempo de las revoluciones y continuación en su tranquilidad. Pocos años después, presenció el asedio y toma de la Ciudad de Durango por el general Pedro Celestino Negrete, del Ejército Trigarante, cuyas tropas entraron finalmente en la ciudad el 6 de septiembre de 1821.  El 7 de diciembre de 1821, el obispo se adhirió al nuevo gobierno e hizo el juramento de la independencia.

## Diputado en el Congreso Constituyente de 1822 y en la Junta Nacional Instituyente
Fue nombrado diputado por  Durango para el  Congreso Constituyente de 1822. Posteriormente, cuando Agustín de Iturbide disolvió dicho congreso, el 31 de octubre de 1822, nombró al Marqués de Castañiza miembro de la Junta Nacional Instituyente, de la que fue presidente.

## Últimos años
Luego de que la Junta Nacional Instituyente cesara sus labores, en marzo de 1823, el obispo Castañiza regresó a desempeñar su labor pastoral en la Obispo de la Diócesis de Durango, donde falleció el 29 de octubre de 1825. Fue sepultado en la Catedral de Durango.

## Obras escritas
Entre sus obras escritas se encuentran las siguientes:
- Oda Safíco-Adónica en elogio de Carlos IV, Rey de España. Impresa en 1791 por la Real y Pontificia Universidad de México. Esta obra fue premiada por la misma universidad.
- Relación del restablecimiento de la Sagrada Compañía de Jesús en el Reino de la Nueva España, y de la entrega a sus religiosos del Real Seminario de San Ildefonso de México. Impreso en 1816 en la imprenta de Ontiveros.
- Carta Pastoral a sus diocesanos en su ingreso al Obispado de Durango sobre su fidelidad en el tiempo de las revoluciones y continuación en su tranquilidad. Impresa en México en 1816.

| Predecesor: Francisco Gabriel de Olivares y Benito | Obispo de la Diócesis de Durango 1815 - 1825 | Sucesor: José Antonio Laureano de Zubiría y Escalante |